# Manuel de Castela
Manuel de Castela (Carrión de los Condes, 1234 — Penafiel, 25 de dezembro de 1283), senhor de Villena, de Escalona e de Penafiel, infante de Castela, filho do rei Fernando III de Castela e de Beatriz da Suábia. Era irmão mais novo do rei Afonso X de Castela.

## Origens da família
Por seu lado paterno, era neto de Afonso IX de Leão e da Rainha Berenguela de Castela, que renunciou ao trono que recebera de seu irmão Henrique I de Castela, sendo ambos filhos do rei Afonso VIII de Castela. Do lado materno era neto de Filipe da Suábia, Rei dos Romanos e Duque da Suábia e de Irene Ângelo, filha de Isaque II Ângelo, Imperador do Império Bizantino.

## Biografia
O menino Manuel nasceu na cidade de Palencia, Carrión de los Condes, em 1234, sendo o mais jovem dentre os filhos homens de Fernando e Beatriz da Suábia. Em 1252, recebeu como "apanágio" de seu pai, o senhorio de Villena. Em 1259, viajou para a Itália integrando a embaixada enviada por Afonso X, o Sábio ao Papa Alexandre IV, que aconselhou ao rei para que não fosse pessoalmente. O objetivo da embaixada era obter o apoio do pontífice para pretensões de Afonso X ao trono do Sacro Império Romano-Germânico já que era filho de Beatriz da Suábia. Ele esteve presente nas Cortes de Sevilha de 1261. Em 1262, Afonso X entregou-lhe as vilas de Elche, Crevillente, Aspe e Vale Elda, ao mesmo tempo foi nomeado Adelantado de Múrcia, que juntamente com o seu senhorio, o tornaria um dos maiores senhores da península.
Em 12 de março de 1266, os acordos de casamentos do Infante Manuel, viúvo da sua primeira esposa, com Constanza de Bearne e a do seu filho Afonso Manuel com Guilherma de Montecada foram assinados em Sevilha. No entanto, nenhum dos casamentos aconteceram. Durante a revolta nobre de 1272-1273 contra seu irmão Afonso X, o Sábio, ele ajudou o monarca a negociar com os rebeldes, aconselhando seu irmão a fazer um pacto com eles. Em 1275, em Montpellier morreu seu filho mais velho, Afonso Manuel, quando voltava de uma viagem à Europa na qual acompanhava seu tio, Afonso X, o Sábio.
Em 1275, o infante Fernando de la Cerda herdeiro do trono morreu e assim iniciou-se um debate sobre o direito de sucessão em todo o Reino de Castela e Leão em que alguns eram a favor de que, com a morte de Afonso X, ele deveria ser sucedido pelo seu filho mais velho, o infante Sancho, e por outro lado, tinha aqueles que defendiam que deveria ser sucedido por seu neto Afonso de la Cerda, filho de Fernando de la Cerda e até então menor. Em 1276, em Burgos, o infante Manuel defendeu os direitos do infante Sancho perante o seu irmão rei.
O infante Manuel esteve presente na Assembleia de Valladolid, realizada em 20 de abril de 1282, na qual o Afonso X foi destituído de seus poderes e seu filho foi entregue ao infante Sancho, cabendo ao infante Manuel pronunciar a sentença contra seu irmão rei, cuja causa principal foi a execução em 1277, por ordem de Afonso X, do infante Fadrique de Castela, irmão de ambos.
Morreu na localidade de Peñafiel, localizada na província de Valladolid, em 25 de dezembro de 1283, não sem antes exigir para seu filho Dom João Manuel a proteção do futuro rei Sancho IV de Castela.

## Sepultura

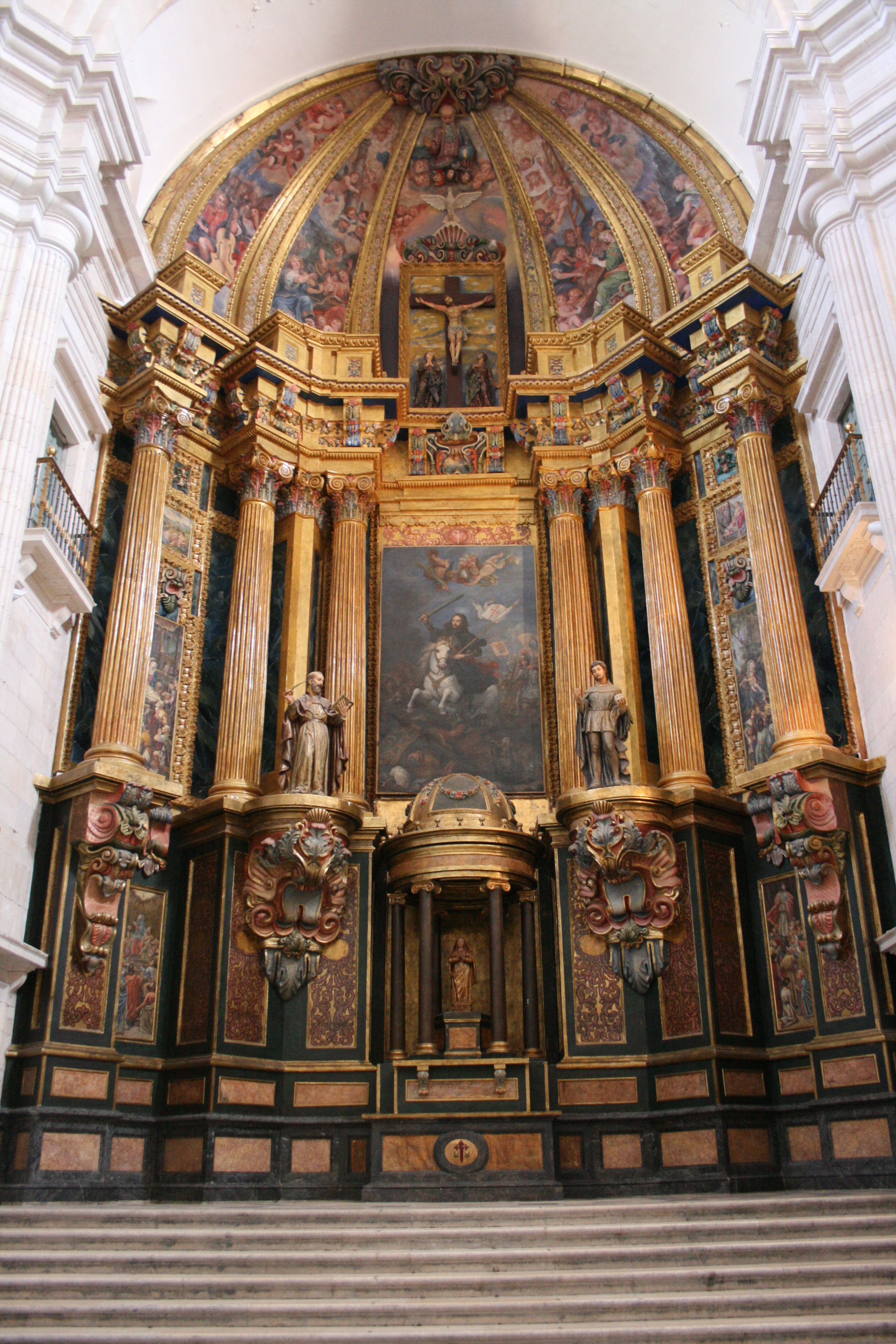
Interior da Igreja do Mosteiro de Uclés.

Em 1261, o infante Manuel e sua primeira esposa a infanta Constança de Aragão, entraram na Ordem de Santiago e decidiram que seriam sepultados no mosteiro de Uclés, que era a casa mãe da Ordem. Seu propósito era fundar uma capela e dotá-la de quatro capelães no Mosteiro de Uclés e receber seu enterro lá com sua esposa.
No entanto, está documentado que a capela nunca foi construída, e com a morte das duas crianças, os seus cadáveres foram sepultados juntamente com a de seu filho Afonso Manuel, falecido em 1276, no altar-mor da Igreja do Mosteiro de Uclés, do lado do Evangelho, em cova rasa colocada no buraco da parede do presbitério.
Posteriormente, é possível que as tumbas das crianças foram retiradas do Altar-mor e, segundo algumas fontes, hoje elas foram encontradas na cripta abaixo do templo, permanecendo lá sem identificação, bem como os restos de vários personagens notáveis que foram enterrados na cripta. Não obstante, é possível que os túmulos tenham sido destruídos durante a Guerra Peninsular, quando o Mosteiro de Uclés foi saqueado por tropas francesas.
No mosteiro de Mosteiro de Las Huelgas de Burgos existe um túmulo que é atribuído ao Infante Manuel de Castela, filho de Fernando III de Castela. Porém, na realidade, esta sepultura contém os restos mortais do menino Pedro de Castela, filho de Sancho IV de Castela e a Rainha Maria de Molina.

## Matrimónio e descendência
O infante Manuel de Castela casou-se duas vezes:
Em 1260 com Constança de Aragão, filha do rei Jaime I de Aragão, de quem teve três filhos:
- Constança Manuel, que faleceu na infância.
- Afonso Manuel (1260-1275), futuro herdeiro dos bens de seu pai, morreu ao acompanhar seu tio Afonso X, o Sábio, em sua viagem à Europa para a data do império.
- Violante Manuel (1265-1306), senhora de Elda e de Medellín, casada com o infante D. Afonso de Portugal, Senhor de Portalegre, filho de Afonso III de Portugal. Foi sepultada no Mosteiro de Santo Domingo em Lisboa com o marido.

Em 1274 com Beatriz de Saboia, filha de Amadeu IV, Conde de Saboia, de quem teve um filho:
- João Manuel de Castela (1282-1348), duque de Penafiel, príncipe de Vilhena e conhecido escritor medieval.

Fora de matrimónio teve:
- Sancho Manuel de Castela (1283-1345), senhor do Infantado e de Carrión, casado com Maria Rodrigues de Castanheda  e depois com Inês Dias de Toledo (com descendência).
- Fernando Manuel de Castela
- Enrique Manuel de Castela
- Blanca Manuel de Castela